# Rue de Rivoli
Rue de Rivoli è una via di Parigi, che prende il nome della Battaglia di Rivoli vinta da Napoleone Bonaparte contro gli austriaci nel 1797 in Vallagarina. Si trova sulla Rive droite, nel I e nel IV arrondissement, nelle immediate vicinanze del Palazzo del Louvre. Lunga circa tre chilometri, va dalla rue de Sévignér, attraversando place des Pyramides, alla place de la Concorde, proseguendo poi negli Champs-Élysées.
La nuova strada con cui Napoleone III trafisse il cuore di Parigi tocca l'ala nord del Louvre e i giardini delle Tuileries con un lungo porticato. Per la prima volta, una strada larga e regolare affianca l'ala nord di un antico palazzo.

## Trasporti
Questa via è servita dalle stazioni della metropolitana: Saint-Paul, Hôtel de Ville, Châtelet, Louvre-Rivoli, Palais Royal-Musée du Louvre, Tuileries e Concorde.

## Curiosità
- Al nº 206 visse, nel 1857, Tolstoj

## Galleria d'immagini

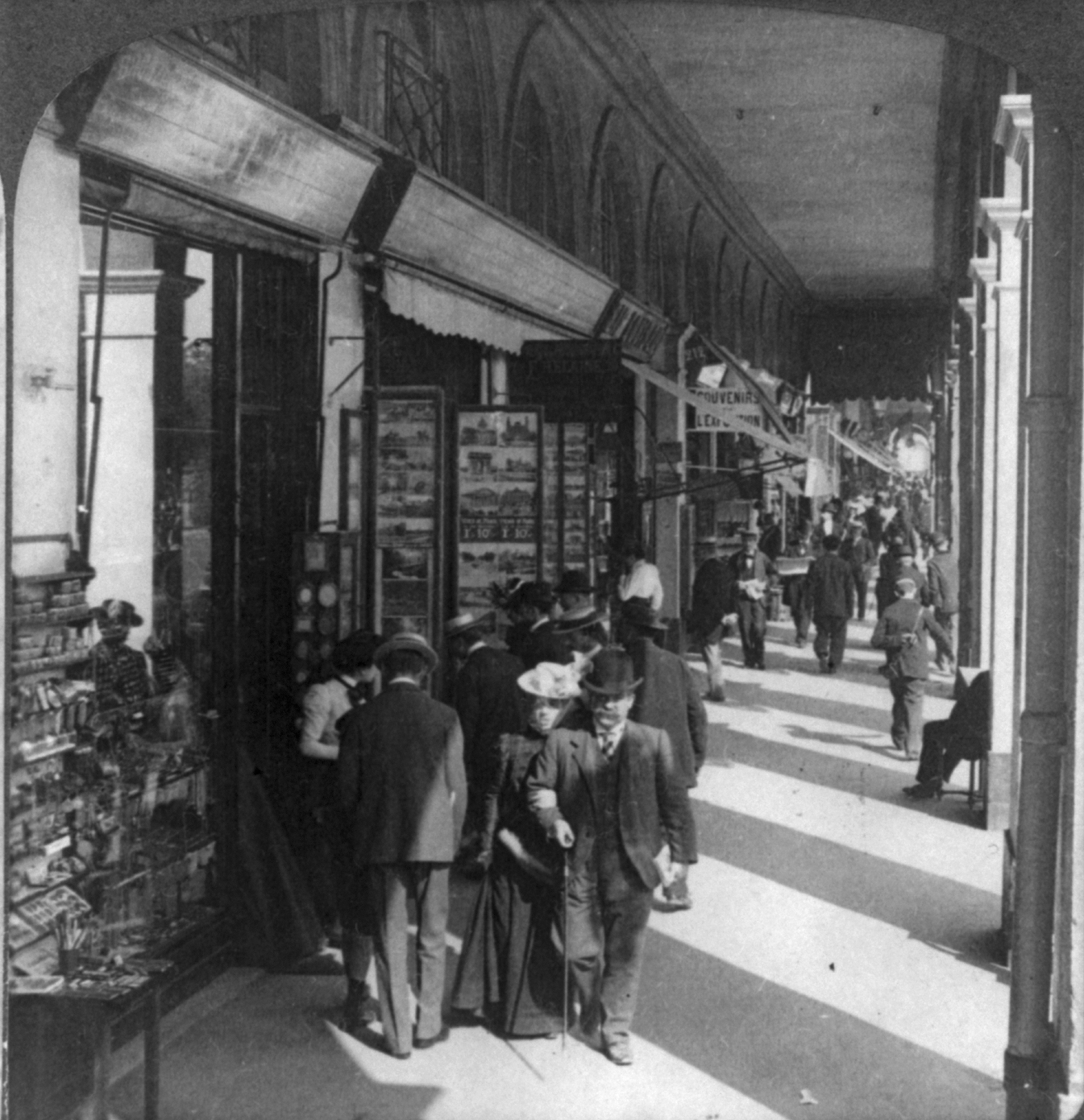
I portici nel 1907
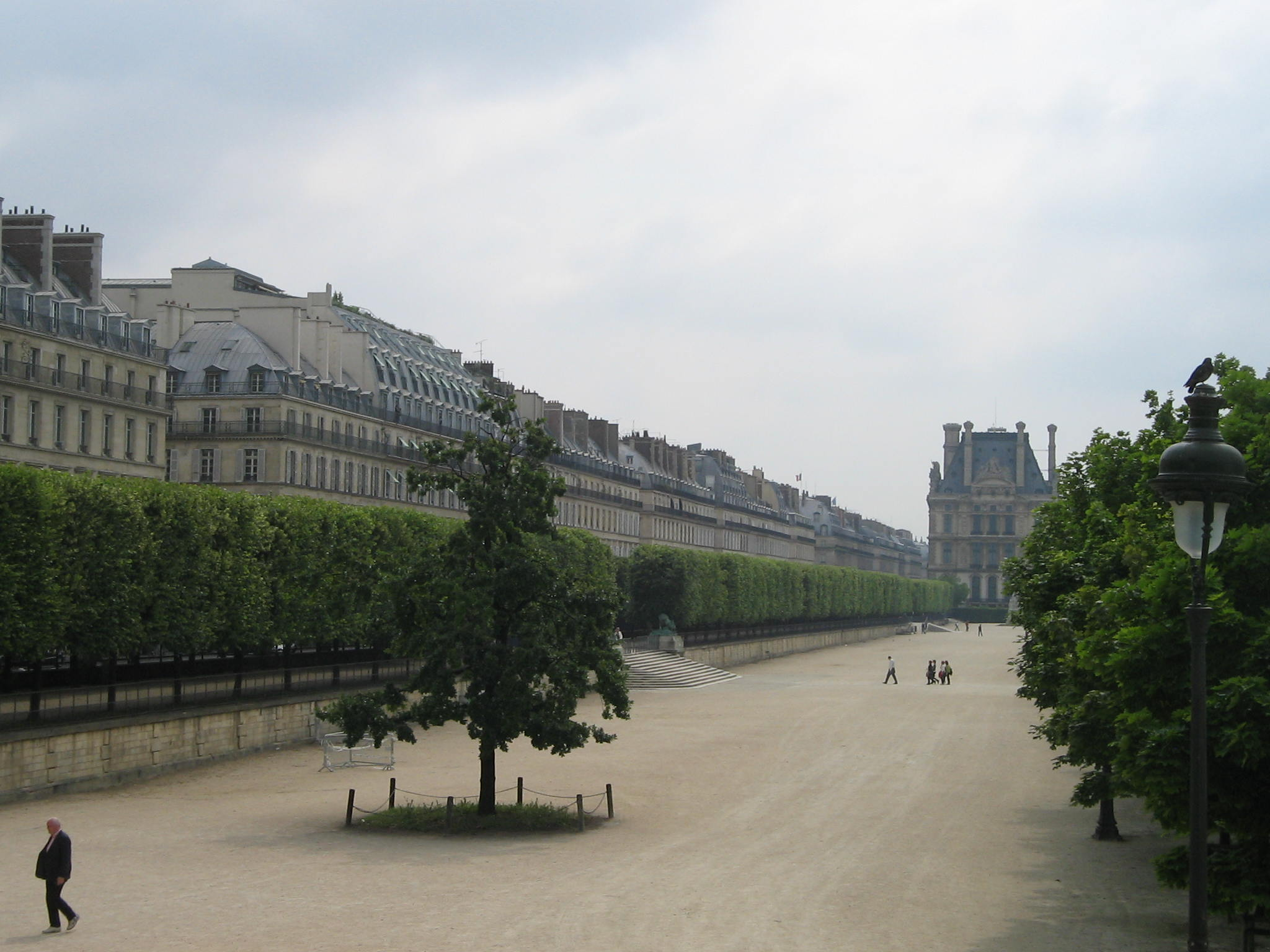
Giardini delle Tuileries con un'ala del Palais du Louvre
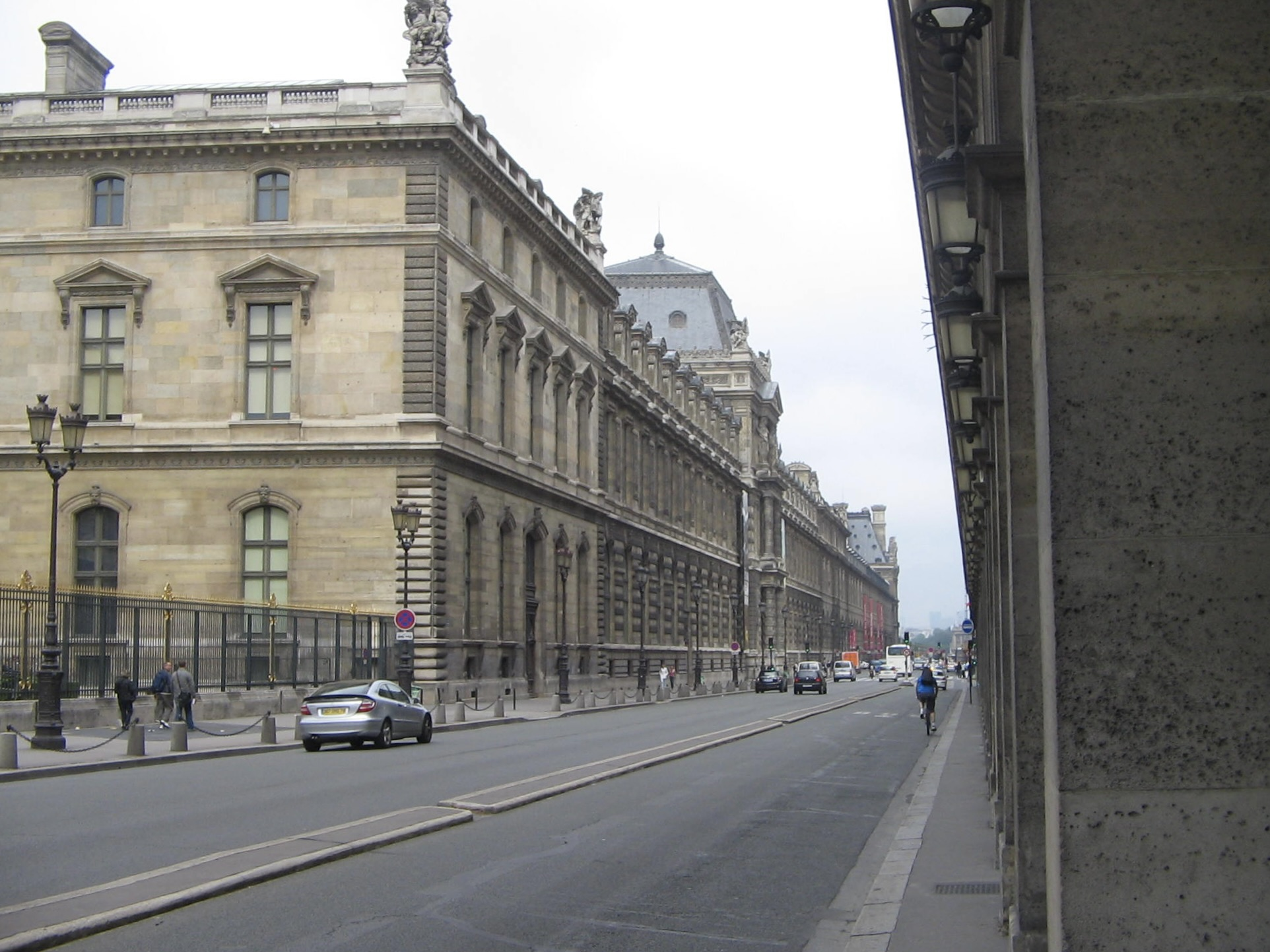
Il Louvre
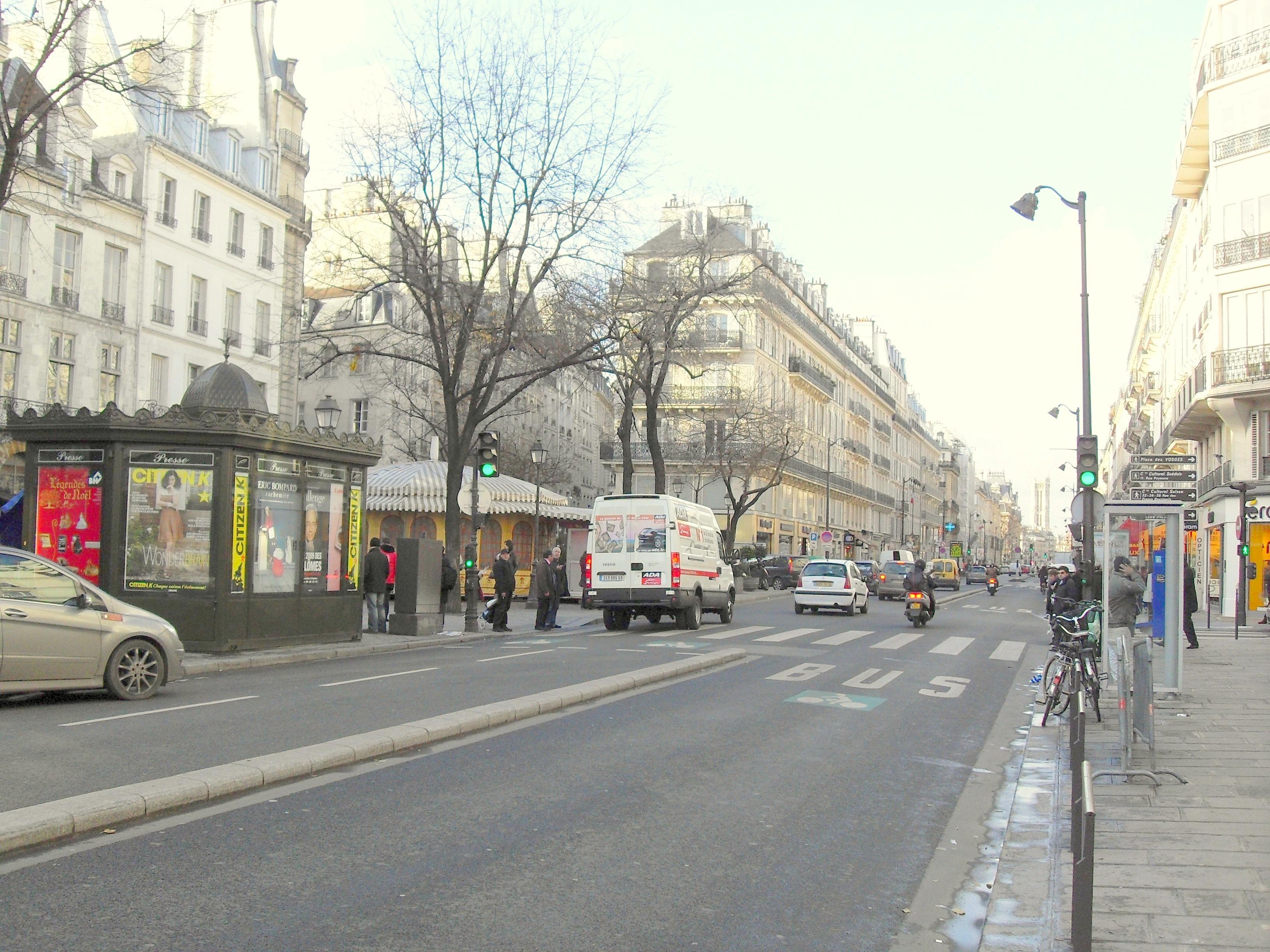
Ne Le Marais, nei pressi del metro Saint-Paul.
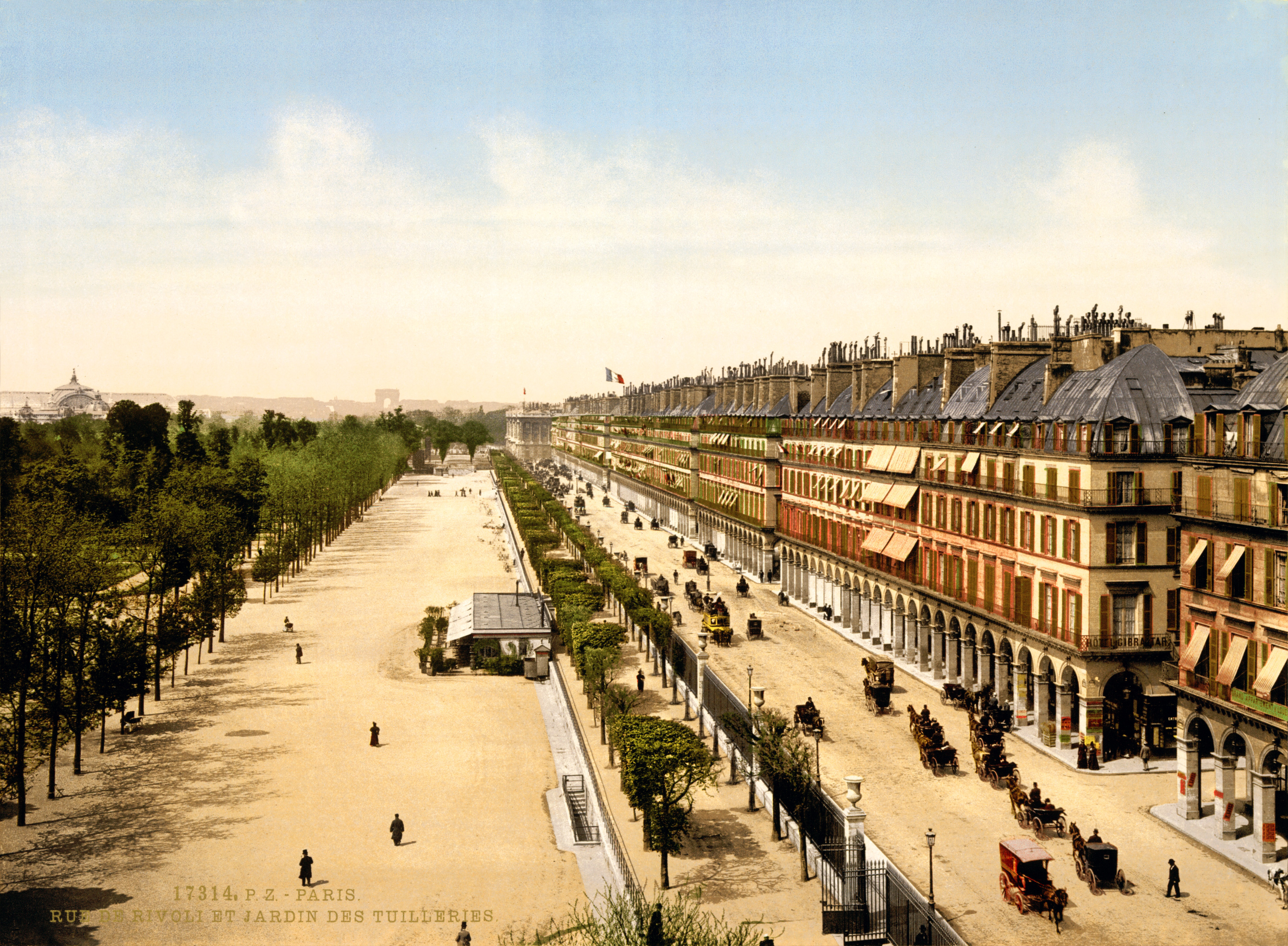
La via e i giardini delle Tuileries nel 1900 circa
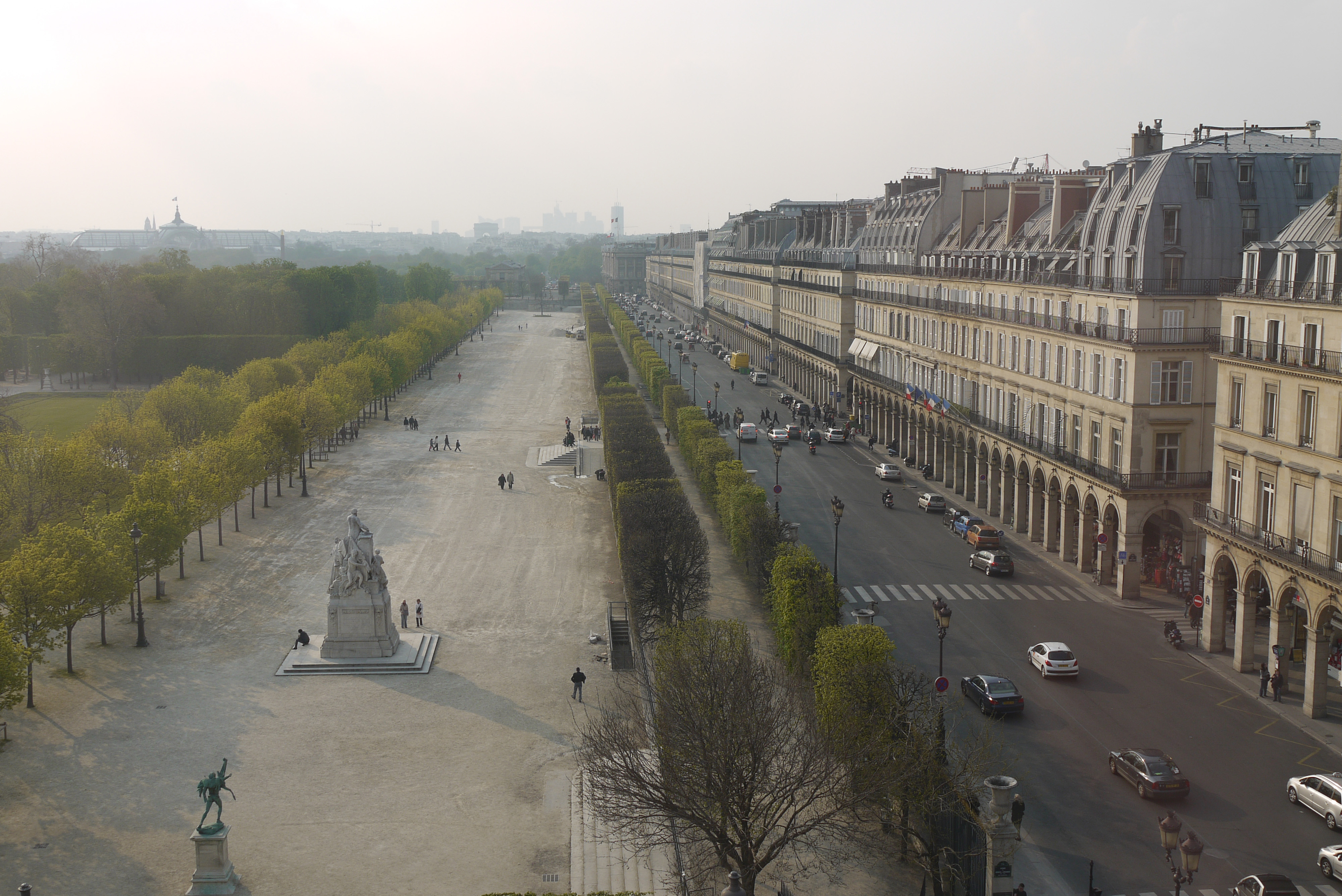
La stessa veduta oggi
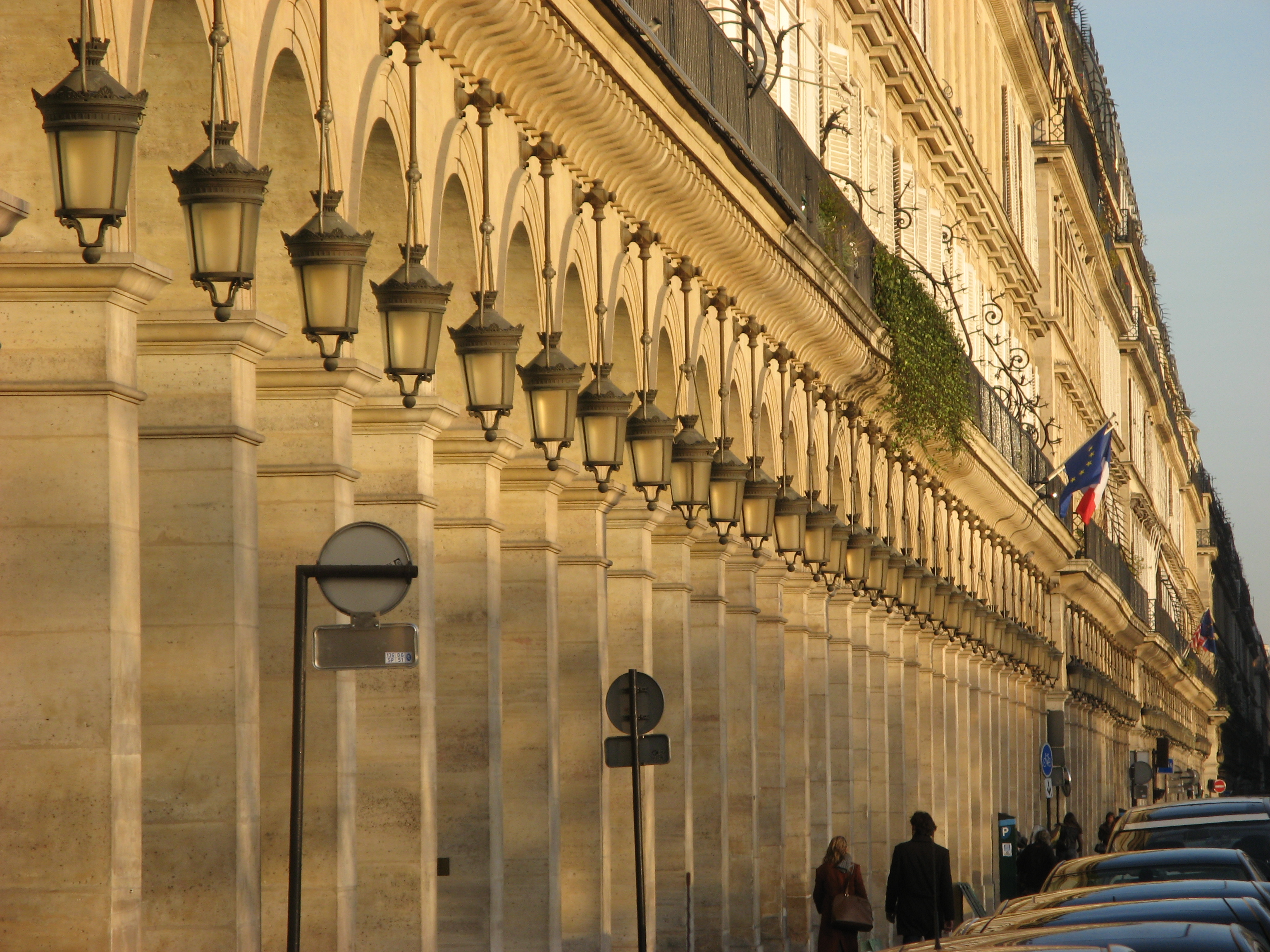
I portici